# Zvonimir Lauc
Zvonimir Lauc (Osijek 9. siječnja 1944.) hrvatski pravnik, sveučilišni profesor.

## Životopis
Osnovnu i srednju školu završio u Osijeku, a Pravni fakultet u Zagrebu. Član je Matičinog povjerenstva za područje društvenih znanosti, polje pravo. Stalni je vanjski znanstveni savjetnik Ustavnog suda Republike Hrvatske.

## Knjige
- O Ustavu Republike Hrvatske, Pravni fakultet Osijek, 1991.
- Regija i regionalizacija u Hrvatskoj, ustavno-politički i upravno-pravni aspekti, Pravni fakultet u Osijeku, 1989. (koautor B. Babac)
- Društveni razvoj i ustavne promjene, CITRO, Osijek, 1984.

## Nagrade i priznanja
- Odlikovan je ordenom Republika Hrvatska "Bljesak" i Redom Danice Hrvatske s likom Ruđera Boškovića.
- Osječko-baranjska županija dodijelila mu je Povelju lokalne samouprave.